# Ferndale (Michigan)
Ferndale è un comune degli Stati Uniti d'America, situato nello Stato del Michigan, nella Contea di Oakland. Fa parte dell'area metropolitana di Detroit e in particolare si trova nella zona a nord della metropoli.